# Escaramusses entre el Kirguizstan i el Tadjikistan de 2022
Les escaramusses entre el Kirguizstan i el Tadjikistan de 2022 van ser una sèrie d'escaramusses que es van produir a la frontera entre el Kirguizstan i el Tadjikistan el 2022. Van suposar la continuació de les escaramusses de l'any passat.
Es van reprendre els enfrontaments de manera esporàdica amb fets destacables els dies 27 de gener, 10 de març, 3 de juny i el 14 de juny. No obstant això, el conflicte s'agreujà a partir del 14 de setembre del mateix any, quan les forces tadjiks van emprar tancs, vehicles blindats i morters per a entrar a almenys un poble kirguís i bombardejar l'aeroport de la ciutat kirguís de Batkén i les zones properes. Totes dues nacions es van culpar mútuament dels enfrontaments i el conflicte fronterer es va prolongar durant dos dies, després dels quals les parts van poder acordar un alto el foc a la nit del 16 de setembre de 2022, que només es va respectar durant un dia.
El president del Kirguizstan, Sadir Japarov, va declarar en un discurs televisat que el seu país continuaria esforçant-se per resoldre les qüestions frontereres entre el Kirguizstan i el Tadjikistan de forma purament pacífica. El Ministeri d'Afers exteriors del Tadjikistan va declarar que la clau per a resoldre el conflicte estava en les negociacions, i va reiterar la seva postura que el Kirguizstan havia instigat els enfrontaments. Les agències de notícies russes van informar que tant el Kirguizstan com el Tadjikistan havien acordat retirar el material i les forces militars addicionals de la frontera, citant una declaració del cap de la regió tadjik de Sughd. El 20 de setembre de 2022, el Tadjikistan i el Kirguizstan van signar un acord de pau.
En les escaramusses van morir almenys 84 tadjiks i 63 kirguisos, la majoria dels quals eren civils. En la darrera escaramussa, les autoritats kirguises van haver d'evacuar 137.000 civils.